# C4IRS
C4ISTAR là từ viết tắt Anh được sử dụng để ký hiệu cho nhóm các chức năng quân sự gồm có: C4 (Chỉ huy, kiểm soát, truyền thông, máy tính), I (tình báo quân sự)và STAR (giám sát, Thu thập thông tin về mục tiêu, và trinh sát) nhằm tạo sự tương tác trong tác chiến của các đơn vị quân sự.

Hệ thống C4 I hay Hệ thống C4I: (Command (chỉ huy), Control (điều khiển), Communications (truyền tin), Computers (máy tính), Intelligence (tình báo), là một hệ thống tích hợp thông tin quân sự (Hiện nay còn được áp dụng cho cả lĩnh vực dân sự), bao gồm việt tích hợp công nghệ thông tin truyền thông cho việt liên lạc tương tác giữa các lực lượng quân sự, trinh sát môi trường, và kỹ thuật truyền thông. Mục đích của nó là cung cấp một bức tranh chính xác và hoàn chỉnh về chiến trường, vị trí kẻ thù cũng như vị trí của các lực lượng đồng minh, lực lượng phía ta và đồng bộ các hoạt động của các đơn vị tác chiến. Ví dụ một ekip tăng được tích hợp hệ thống C4I sẽ có được cái nhìn trực quan và đầy đủ về chiến trường, vị trí chính xác của địch để có thể chủ động trong hành động.

Một hệ thống C4 thường có khả năng:
- Kết nối và xử lý dữ liệu từ thu thập từ các hệ thống giám sát, tình báo: các trạm radar, hệ thống cảm biến, camera giám sát, AUV…để bảo đảm khả năng nhận biết tình hình nhanh chóng.
- Kết nối, chia sẻ thông tin liên lạc liên tục và đảm bảo với các đơn vị tác chiến thông qua nhiều phương tiện liên lạc khác nhau: mạng đường trục, vô tuyến điện, vệ tinh…, đảm bảo hỗ trợ nhiều giao diện và giao thức thông tin.
- Hệ thống chuyên dụng cho các điều hành viên có thể tương tác, quản lý hệ thống, quản lý nguồn lực, truy cập đến các cơ sở dữ liệu được bảo mật và kết nối thông tin liên lạc với các đơn vị trong nội bộ cũng như các đơn vị tác chiến bên ngoài.

Ví dụ về một số loại tăng có khả năng tích hợp C4I: 

- M1 Abrams.

- Leopard 2.

- T-72.

Ngoài C4ISTAR, C4ISR còn có thêm:
- C²/C2/C&C (Command and control)- Chỉ huy và kiểm soát.
- C²IS (command and control information systems)- Hệ thống chỉ huy kiểm soát thông tin.
- C³ (command, control, and communications) [US DoD] - Chỉ huy, Kiểm soát,và truyền thông.
- C3 (consultation, command, and control) [NATO]- Tham vấn, chỉ huy và kiểm soát.
- C³I (command, control, communications, and intelligence)- Chỉ huy kiểm soát, truyền thông, tình báo.
- C4 (command, control, communications, and computers)- chỉ huy kiểm soát truyền thông và máy tính.
- C4IS (command, control, communication, computer, and intelligence simulator system) - Hệ thống Chỉ huy kiểm soát truyền thông máy tính và tình báo.
- C4I (command, control, communications, computers, and intelligence)- Chỉ huy kiểm soát truyền thông máy tính và tình báo.
- C4I² (command, control, communications, computers, intelligence, and interoperability)- chỉ huy kiểm soát truyền thông máy tính tình báo và tương tác.
- C5I (command, control, communications, computers, combat systems, and intelligence)- chỉ huy kiểm soát truyền thông máy tính hệ tác tác chiến và tình báo.
- C5ISR (command, control, communications, computers, combat systems, intelligence, surveillance, and reconnaissance) - chỉ huy kiểm soát truyền thông máy tính hệ thống tác chiến tình báo giám sát và trinh sát
.